# Jedlá
Jedlá település Csehországban, a Havlíčkův Brod-i járásban. Jedlá Chřenovice, Bělá, Ledeč nad Sázavou és Vlastějovice településekkel határos. Lakosainak száma 85 fő (2024. január 1.).

## Népesség
A település lakosságának változását az alábbi diagram mutatja:
| Lakosok száma | 293  | 272  | 245  | 195  | 119  | 61   | 83   | 84   | 85   | 85   |
|               | 1869 | 1890 | 1921 | 1950 | 1980 | 2001 | 2017 | 2019 | 2022 | 2024 |